# Wilhelm Maier
Wilhelm Maier – niemiecki bokser, srebrny medalista Mistrzostw Europy z roku 1927.

## Kariera
W maju 1927 zdobył srebrny medal na Mistrzostwach Europy, w kategorii średniej. W ćwierćfinale mistrzostw wyeliminował Włocha Piero Toscani. W półfinale rywalem Maiera był Szwed Olof Falk, który przegrał na punkty. W finale Maier zmierzył się z Norwegiem Edgarem Christensenem, któremu uległ na punkty. W kwietniu 1927 roku był mistrzem Niemiec w kategorii średniej.